# Pont Nou (els Omellons)
El Pont Nou és un pont del municipi dels Omellons (Garrigues) inclosa en l'Inventari del Patrimoni Arquitectònic de Catalunya.

## Descripció
Pont força auster i d'aspecte pesat. Consisteix en un ampli arc rebaixat de formigó aplacat amb pedra de calç que s'exfolia. Als laterals, hi ha tres petites arcades de mig punt, de pedra aplacada, ocupant l'espai lateral existent entre l'arc i la barana, donen cert dinamisme al conjunt. Destaca com a únic element decoratiu, l'escut de la diputació de Lleida en relleu a la part central del pont a les dues bandes de l'arc. Damunt mateix de l'arc hi ha també un petit mur baix que actua alhora com a barana.

## Història
Fou reconstruït després de la guerra civil (1936- 1939).